# A pénz ára
A pénz ára (eredeti cím: Largo Winch : Le Prix de l'argent) 2024-ben bemutatott francia-belga akcióthriller, amelyet Giordano Gederlini és Domenico La Porta forgatókönyvéből Olivier Masset-Depasse rendezett. A Largo Winch 2. – A burmai összeesküvés folytatása, és a Largo Winch-filmsorozat harmadik része. Akárcsak az előző részek, a film is a Largo Winch 3. – Ellenséges felvásárlás című belga képregény alapján készült. Tomer Sisley ismét eljátssza a film címszereplőjének szerepét, az ellenséget pedig James Franco alakítja.
A pénz ára az O'Brother Distribution és a Pan Distribution forgalmazásában 2024. július 31-én jelent meg Franciaországban, 2024. augusztus 7-én Belgiumban. Magyarországon TV2 mutatta be 2025. február 16-án. A projekt költségvetése 17 millió dollár volt, azonban világszerte mindössze 3,6 millió dolláros bevételt hozott.

## Cselekmény
Largo Winch, akit már mélyen érintett 15 éves fia elrablása, szemtanúja lesz a W csoport québeci Wing Power kirendeltségét vezető üzlettársa öngyilkosságának. Fokozatosan rájön, hogy az események összefüggenek egymással. Largo mindent megtesz, hogy megtalálja a fiát, bárhol is van. 

## Szereplők
| Szerep          | Színész              | Magyar hang      |
| --------------- | -------------------- | ---------------- |
| Largo Winch     | Tomer Sisley         | Zöld Csaba       |
| Ezio Burntwood  | James Franco         | Papp Dániel      |
| Rudy Gessner    | Koen De Bouw         | Fekete Zoltán    |
| Noom            | Narayan David Hecter | Czető Ádám       |
| Dwight Cochrane | Denis O’Hare         | Galbenisz Tomasz |
| Hélène Tarrant  | Sonia Vachon         | Kocsis Mariann   |
| Chloé Riva      | Clotilde Hesme       | Mezei Kitty      |
| Bonnie          | Élise Tilloloy       | Csifó Dorina     |
| Arun            | Supachai Girdsuwan   | eredeti nyelven  |
| Kao Shen        | Banyong Phoonsap     | Szokol Péter     |
| Olsen           | Jonathan Sawdon      | Kapácsy Miklós   |

### Magyar változat
- Bemondó: Nagy Sándor
- Magyar szöveg: Seres József
- Hangmérnök és vágó: Illés Nándor
- Gyártásvezető: Farkas Márta
- Szinkronrendező: Hirth Ildikó
- Produkciós vezető: Horján Annamária

A szinkront a Direct Dub Studios készítette el.

## A film készítése
A felvételek nagy része Bulgáriában készült; további helyszínek között szerepel Thaiföld és Belgium. A forgatás 2023 februárjának elején kezdődött, és június végén ért véget. A főbb szereplők között van James Franco, aki a film gonosztevőjét alakítja, és Tomer Sisley, aki az előző két részhez megszokott módon Largo Winch-et játssza.